# AJc '96
AJc '96 is een op 1 juli 1996 uit een fusie ontstane amateurvoetbalvereniging uit Losser, Overijssel, Nederland.
Het standaardelftal van de voetbalafdeling speelt vanaf het seizoen 2020/21 in de zaterdagafdeling van het Nederlands amateurvoetbal, waar het instroomt op het laagste niveau in het KNVB-district Oost, de Derde klasse. Het laatste seizoen (2016/17) in de zondagafdeling kwam het uit in de Derde klasse.

## Algemeen
Op 1 juli 1996 werd AJc '96 opgericht. De naam staat voor Achilles Juliana combinatie 1996. De club kwam voort uit een fusie tussen de clubs sv P.J. (Prinses Juliana, 1 juni 1920) en vv T.A.R. (Tot Achilles Roem, 1 mei 1923). De huidige clubkleuren stammen ook af van deze clubs: blauw van T.A.R. en het rood-wit van P.J. Het huidige tenue bestaat uit een wit shirt met verticale blauwe en rode strepen, met daaronder een blauwe broek en dito sokken.
In augustus 2010 is de mijlpaal van 500 leden bereikt. Tussen 2014 en 2018 heeft AJc'96 ook een zaalvoetbalteam gehad dat deel nam aan de 4e klasse KNVB.
Op 25 maart 2022 is besloten dat de club zal gaan fuseren met KVV Losser. De nieuwe club heet SV Losser.

## Accommodatie
De velden van Achilles Juliana Combinatie '96 is gelegen op het sportpark Het Hannekerveld. De club heeft de beschikking over vier wedstrijdvelden, waarvan twee kunstgrasvelden en twee natuurgrasvelden. Een deel van de accommodatie wordt in samenwerking met de plaatselijke atletiek vereniging Iphitos gedeeld, zij beschikken hier over een eigen sintelbaan.
In het jaar 2012 heeft AJc'96 een project ingediend bij de Klaas-Jan Huntelaar Foundation. AJc'96 moest de meeste stemmen -van de vijftien deelnemende clubs- zien binnen te halen om een bijdrage van € 18.750,00 te verkrijgen. Op 1 oktober 2012 was duidelijk dat AJc'96 met 6731 stemmen gewonnen had. Op 4 oktober 2012 kwam Klaas-Jan Huntelaar de cheque van € 18.750,00 overhandigen. Met dit geldbedrag is AJc'96 in 2013 gestart met de verbouwing van de kleedkamers.

## Activiteiten
AJc '96 organiseert buiten competitievoetbal ook sociale activiteiten zoals bingo. Daarnaast is er ook een dartafdeling. Daarnaast is er op voetbalgebied een jeugdtoernooi, genaamd AJC Tournament, voor C en D junioren uit Nederland, België en Duitsland; en een veteranentoernooi.

## Standaardelftallen
Het invoeren van de Topklasse in het seizoen 2009/10 had voor AJC'96 het voordeel dat zij met het behalen van een tweede plaats in de Derde klasse zondag voor het eerst promoveerde naar de Tweede klasse. Hier wist de club zich drie seizoenen te handhaven. Na vier seizoenen in de Derde klasse werd besloten tot de overstap naar de zaterdagafdeling van het Nederlands amateurvoetbal, waar het in het seizoen 2017/18 instroomde op het laagste niveau in het KNVB-district Oost, de Vierde klasse.

### Competitieresultaten zaterdag 2018–2019
| 6 4E |

| 1 4F |

| Vierde klasse |

### Competitieresultaten zondag 1997–2017
| 2 4A |

| 10 4A |

| 12 4A |

| 2 5A |

| 4 4A |

| 4 4A |

| 9 4A |

| 5 4A |

| 7 4A |

| 2 4A |

| 3 3A |

| 6 3A |

| 4 3A |

| 2 3A |

| 5 2J |

| 10 2J |

| 11 2J |

| 3 3A |

| 9 3A |

| 9 3A |

| 14 3A |

| Tweede klasse | Derde klasse  |
| Vierde klasse | Vijfde klasse |

In elke staaf van de grafiek staat van boven naar beneden vermeld: 
- Eindnotering

Dit is de positie die de club heeft bereikt in de competitie, zonder eventuele beslissings-, play-off- of nacompetitiewedstrijden die nodig zijn geweest om bijvoorbeeld de kampioen van de competitie te bepalen.
Indien een * achter het getal staat is de notering een tussenstand en kan het zijn dat de notering niet overeenkomt met de uiteindelijke eindstand van de competitie.
Staat er een - dan is het seizoen nog bezig en is er geen definitieve uitslag bekend.
Staat er xx op de positie van de notering, dan heeft de club vroegtijdig de competitie verlaten. Dit kan onder andere komen door terugtrekking van het team, faillissement van de club of door een uitgedeelde straf van de KNVB. In veel gevallen staat elders in het artikel de reden vermeld.
Staat er een ? dan is het resultaat uit het verleden onbekend, en is alleen de competitie of het niveau bekend van dat seizoen.
In de seizoenen 2019/20 en 2020/21 werd wegens de coronacrisis het amateurvoetbal afgebroken. Daardoor kennen deze staven geen eindklassering (middels -- weergegeven).
- Competitieniveau en afdelingsletter of Officiële eindstand Eredivisie
  - Competitieniveau en afdelingsletter

Hierbij geeft het getal het niveau weer, dat ook terug te vinden is in de legenda. De letter is de afdelingsaanduiding en wordt gebruikt wanneer er meer afdelingen zijn op hetzelfde niveau. De afdelingsletter is altijd een hoofdletter en wordt meestal zonder nummer gebruikt.
Voorbeeld: 2F is niveau 2e klasse competitie F.
Het competitieniveau en nummer wordt niet vermeld wanneer er slechts één competitie van dit niveau was.
  - Officiële eindstand Eredivisie (getal staat tussen haakjes vermeld)

Sinds de introductie van play-offwedstrijden voor Europees voetbal na afloop van de reguliere competitie in 2005/06, is de KNVB verplicht een eindstand van de Eredivisie door te geven aan de UEFA aan de hand van deze play-offwedstrijden.
Bij deze eindstand staan clubs die zich hebben gekwalificeerd voor Europees voetbal hoger dan clubs die zich niet wisten te kwalificeren. Indien er geen verschil was tussen de eindnotering en de officiële eindstand, staat dit getal niet vermeld.

- Onderafdeling

Hier staat afgekort de naam van de onderafdeling indien de club in dat jaar in een onderafdeling uitkwam. Tevens staat deze afkorting in de legenda en wordt gelinkt naar het artikel over deze onderafdeling. Deze afkorting wordt alleen vermeld wanneer de club in het verleden in verschillende onderafdelingen heeft gespeeld. Deze vermelding is in de staaf altijd in kleine letters. Deze onderafdelingen zijn na het seizoen 1995/96 afgeschaft. Heeft de club in slechts één onderafdeling gespeeld, dan is dit alleen terug te vinden in de legenda.
Onder de staaf staat het jaartal vermeld waarin het seizoen is afgesloten. 15 verwijst naar het seizoen 2014/15 of eventueel het seizoen 1914/15.
Wanneer een staaf leeg is, zijn deze gegevens niet bekend. Het kan ook zijn dat de club dat seizoen niet heeft meegespeeld op het hogere amateurniveau, vroegtijdig de competitie heeft verlaten of uit de competitie is gezet.

In het seizoen 1944/45 was er wegens de Tweede Wereldoorlog geen regulier competitievoetbal.
AJc '96 · KVV Losser · SV De Lutte · Sportclub Overdinkel